# Edén de las Flores
Edén de las Flores är en ort i Mexiko.   Den ligger i kommunen Playa Vicente och delstaten Veracruz, i den sydöstra delen av landet, 400 km öster om huvudstaden Mexico City. Edén de las Flores ligger 147 meter över havet och antalet invånare är 350.
Terrängen runt Edén de las Flores är platt. Runt Edén de las Flores är det ganska glesbefolkat, med 24 invånare per kvadratkilometer. Närmaste större samhälle är Abasolo del Valle, 11,9 km sydost om Edén de las Flores. Omgivningarna runt Edén de las Flores är en mosaik av jordbruksmark och naturlig växtlighet.